# Topic Records
Topic Records is een Engelse platenproducent waarvan de wortels teruggaan tot de Workers Music Association in 1939. In die dagen had die organisatie de gedachte dat muziek als gereedschap voor de revolutie gebruikt kon worden, zowel in cultureel als in opvoedkundig opzicht en dat vooral volksmuziek bovenal de stem van het volk zou zijn.
Op dit thema verscheen als eerste in de catalogus Paddy Ryan’s The Man that Waters the Worker’s Beer. Andere vroege albums waren beïnvloed door Ewan MacColl (zanger en componist met Dirty Old Town, First Time Ever I Saw Your Face etc.) en A.L. Lloyd (zanger en historicus). In dezelfde tijd produceerde Topic albums van Pete Seeger, icoon van de Amerikaanse folk-beweging, de acteur, zanger en politieke figuur Paul Robeson, en Woody Guthrie, de bekende zanger, muzikant en componist van This Land is Your Land. Daarmee werd het profiel van Topic bepaald.
In de vijftiger jaren van de 20e eeuw nog uitgemaakt als het kleine rode label werd Topic een belangrijke producent van eigentijdse folk-music zoals albums van The Spinners, Louis Killen, Jeannie Robertson, Joe Heaney & The Stewart Family, Anne Briggs, Shirley Collins & Dolly Collins en The Watersons. Een andere bekende was Vanessa Redgrave met Where Have All the Flowers Gone?.
Ook verschenen op het Topic-label collecties van volksmuziek uit landen als Bulgarije, Albanië, Joegoslavië, Griekenland en Turkije. Een groot aantal andere albums werd in de zeventiger jaren geproduceerd na het aantreden van de nog steeds zittend leider van Topic, Tony Engle. Hier werden albums gemaakt voor onder andere Dick Gaughan, The Battlefield Band en een van de bekendste zangers en gitaristen van Engeland, Martin Carthy. De beste albums zijn de laatste tijd overgezet op cd. Als aanvulling hierop verschijnt de 20 delen tellende anthologie van traditionele muziek van Engeland, Ierland, Schotland en Wales, getiteld The Voice of The People.

## Muzikanten en groepen die voor Topic werken of werkten
- Aly Bain & Tom Anderson
- The Albion Band
- Steve Ashley
- Gary & Vera Aspey
- Margaret Barry
- The Battlefield Band
- Brass Monkey
- Anne Briggs
- Billy Bennett
- Dominic Behan
- John Burgess
- Eliza Carthy
- Martin Carthy
- Willie Clancy
- Shirley Collins
- Christine Collister
- The Copper Family
- Harry Cox
- Ramblin' Jack Elliott
- Bob Fox
- Dick Gaughan
- Michael Gorman
- Roy Harris
- Frank Harte
- Joe Heaney
- Ashley Hutchings
- Nic Jones
- Oliver Knight
- Sam Larner
- A.L. Lloyd
- Ewan MacColl
- The McPeake Family
- Pat Mitchell
- Walter Pardon
- Jimmy Power
- High Level Ranters
- Colin Reid
- Leo Rowsome
- Silly Sisters
- Martin Simpson
- Sheila Stewart
- Dave Swarbrick
- June Tabor
- John Tams
- Tarras
- Linda Thompson
- Paddy Tunney
- The Watersons: Lal Waterson, Mike Waterson, Norma Waterson